# Fatalismo

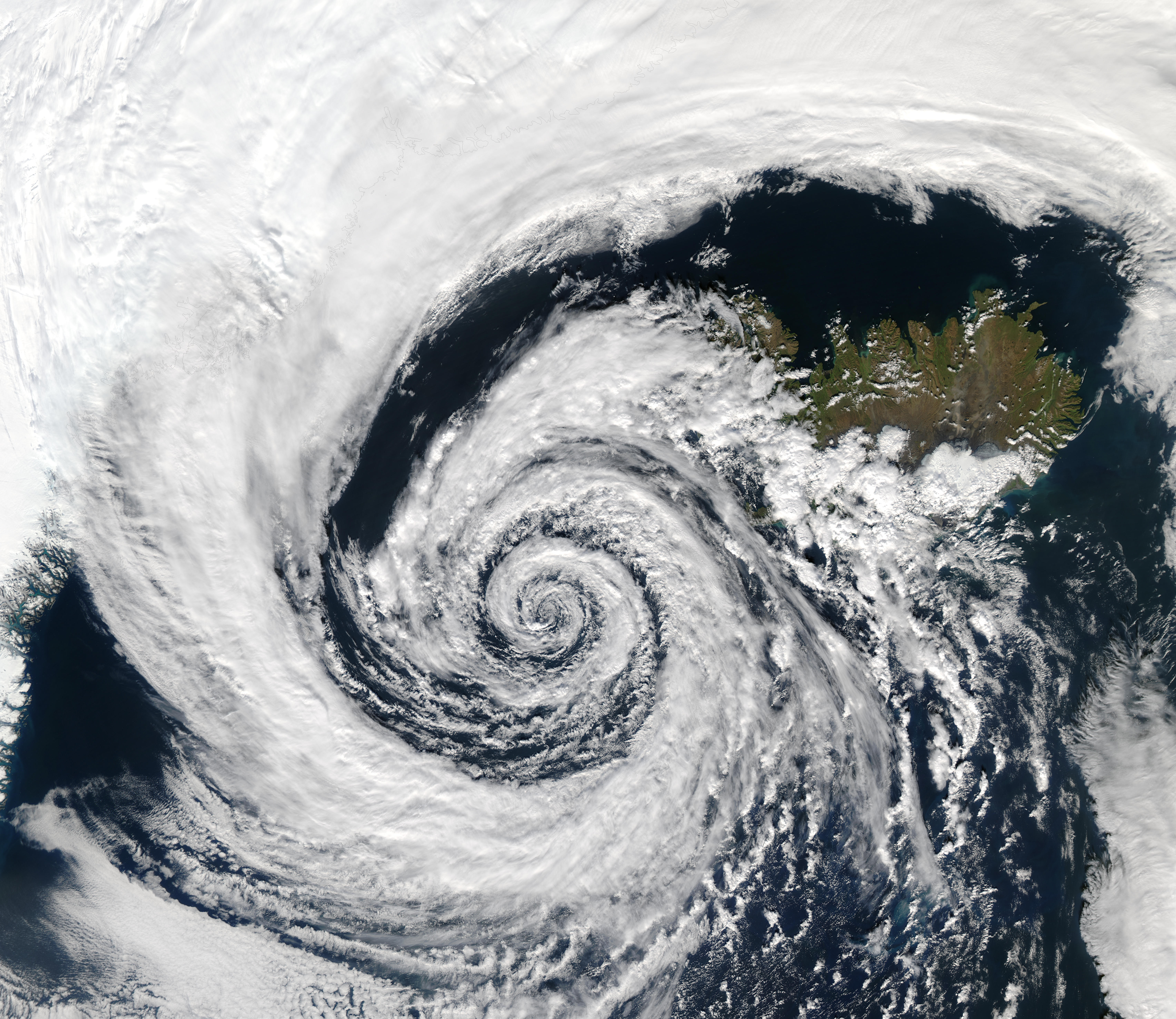
El movimiento implacable de los fenómenos naturales se interpreta a veces como un modelo de fatalidad.

El término fatalismo (formado a partir de la raíz latina fatum, que significa 'destino') y su derivado «fatalista» es la creencia en una necesidad que, negando la libertad, se impondría irremediablemente al ser humano. En sentido corriente, el fatalismo se refiere a la creencia en el determinismo de los acontecimientos, dirigidos por causas independientes de la voluntad humana, sea este determinismo procedente de fuerzas sobrenaturales como los dioses, de las leyes naturales, del ambiente o de las experiencias adquiridas en el pasado.
Esta noción de fatalismo conlleva una connotación negativa, tanto en el lenguaje corriente como en el filosófico. En cambio, ha prevalecido la postura del determinismo que postula la concatenación de eventos según el principio lógico de la causalidad.[cita requerida]

## Elfatum stoicum, expresión de la razón divina

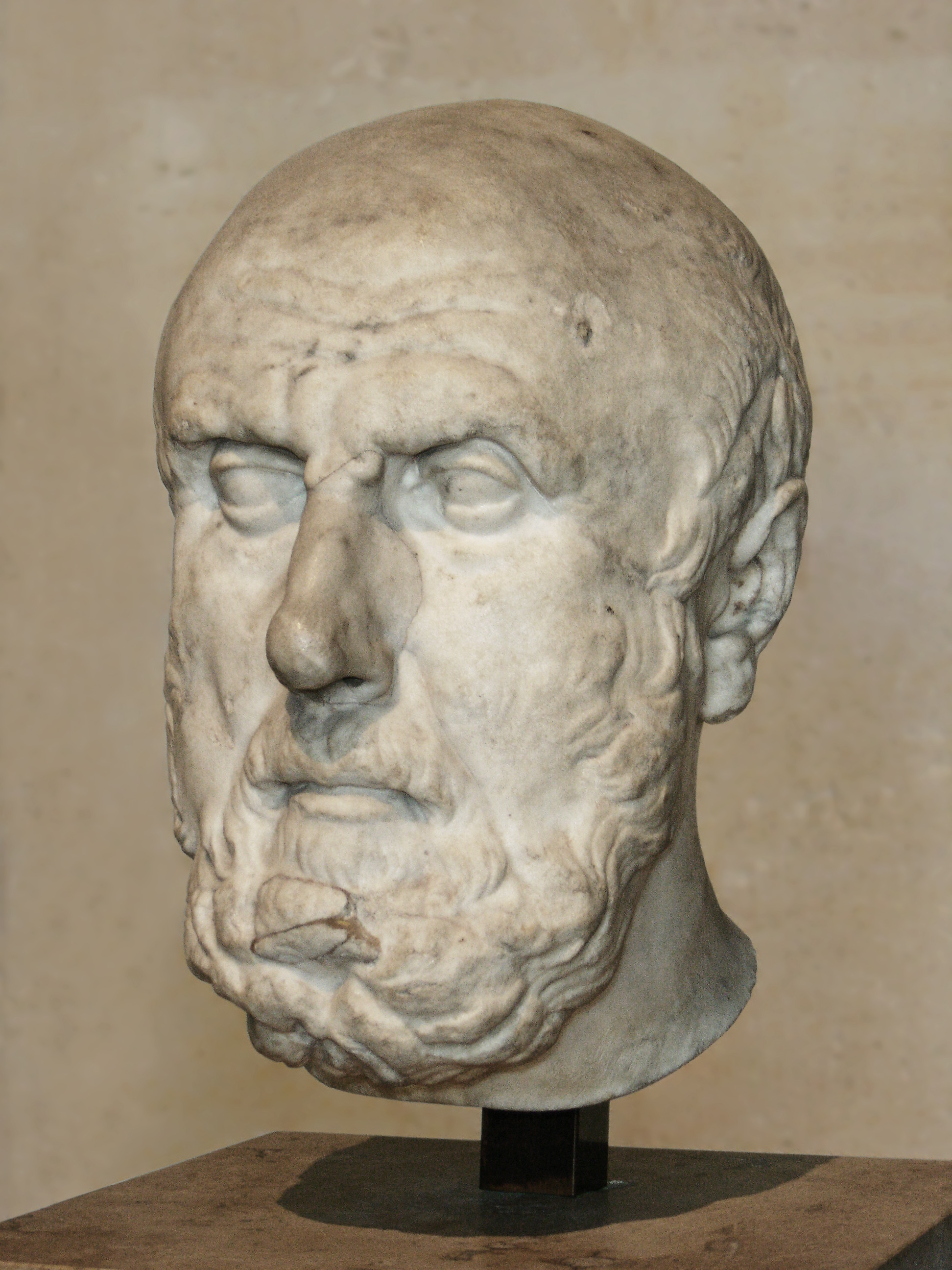
Crisipo de Solos, filósofo griego estoico.

La doctrina fatalista por excelencia es la estoica:

Todo tiene lugar según el destino, así hablaban Crisipo de Soli en el tratado Del destino, Posidonio en el décimo libro Del destino, Zenón de Citio y Boethus en el primer libro Del destino.
Diógenes Laercio, Vidas, opiniones y sentencias de los filósofos más ilustres, VII, 149.

El fatum stoicum no es un impulso irracional, sino la expresión del orden impreso por la razón divina (el logos) al universo: 

El destino es la causa secuencial de los seres o bien la razón que preside la administración del mundo.
 (ibídem)

No es tanto un principio religioso sino más bien científico y filosófico, teniendo en cuenta que el dios estoico no es otro que la razón.
El destino no es otro que la cadena causal de los acontecimientos: lejos de excluir el principio de causalidad, supone su misma esencia (véase: causalidad física y filosófica). Cicerón lo aclara en su tratado De la adivinación:

Llamo destino (fatum) a lo que los griegos llaman heimarmene, es decir, el orden de la serie de causas, cuando una causa ligada a otra produce de ella misma un efecto. [...] Se comprende entonces que el destino no es entendido como superstición, sino lo que dice la ciencia, a saber, la causa eterna de las cosas, en virtud de la cual llegaron a ser los hechos del pasado, son los hechos del presente y serán los del futuro.

## Argumentos antifatalistas
La existencia del destino en tanto que orden causal, racional o necesario del devenir no fue contestado, con la excepción de los filósofos epicúreos. La originalidad del fatalismo estoico reside no tanto en la afirmación del fatum sino en su carácter universal: «todo ocurre según el destino».[cita requerida]

### Elargumento perezoso
Las escuelas opuestas al estoicismo intentaron una refutación del fatum stoicum por oponerse a los principios fundamentales de la moral antigua y afirmadas por todas las escuelas filosóficas: «algunas cosas dependen de nosotros». ¿Cómo podrían «depender todas las cosas del destino» desde el momento en que algunas de ellas están en nuestro poder? La universalidad del fatum ¿no implica la imposibilidad del ser humano para elegir? ¿No conduce acaso a la pereza y la inmoralidad? La pereza, tal es el sentido del famoso argumento perezoso (argos logos en griego, o ignaua ratio en latín), que Cicerón resume enérgicamente:

Si tu destino es curar esta enfermedad, curarás tengas o no un médico; de la misma manera, si tu destino es no curarla, no la curarás, llames o no al médico; tu destino es, o bien uno, o bien otro; por tanto, no conviene llamar al médico.
Cicéron, Tratado del destino, XIII

### El argumento moral
El fatalismo estoico se inclinaba hacia la inmoralidad y negaba la responsabilidad humana. Si el destino es causa de los actos, ¿cómo podría yo ser tenido por responsable? «Si todo ocurre por el destino, [...] ni los elogios ni las sanciones, ni los honores ni los suplicios son justos» (ibid, XVII). En el sistema estoico ¿no podría el asesino exclamar, a imitación de algunos héroes de Homero o de la tragedia griega: «El culpable no soy yo, sino Zeus y el destino, que me ha determinado a actuar así»? Esa es la argumentación de David Amand, llamada 1945 «el argumento moral antifatalista», objeción constantemente lanzada contra el estoicismo.[cita requerida]

### Respuestas de Crisipo a los argumentos antifatalistas
Uno de los más importantes representantes de la escuela estoica, Crisipo, se esforzó en responder a estos argumentos para establecer la validez de su fatalismo. Estos argumentos se encuentran resumidos en el Tratado del destino de Cicerón.[cita requerida]

#### La distinción entre causas externas y causas internas
La universalidad del destino no excluye la acción humana, sino que la integra en el seno de sus causalidades. Entrelazamiento universal de las causas, el fatum stoicum coordina en efecto dos tipos de causas en una unidad de sistema: procatárticas, «auxiliares y próximas» y  sinécticas, «perfectas y principales».[cita requerida]
Las causas procatárticas designan el conjunto de factores extrínsecos, las circunstancias y acontecimientos que afectan al ser humano: representan la determinación fatal de la existencia, la parte de necesidad a la que se debe resignar. Pero si estas causas externas obligan al ser humano a reaccionar y tomar postura, ellas no determinan la naturaleza de su reacción, que depende de factores intrínsecos: la espontaneidad de su carácter actuaría a título de su causa sinéctica.[cita requerida]
En el Tratado del destino, de Cicerón, Crisipo ilustra esta distinción mediante un ejemplo tomado de la física: el cono y el cilindro. Estos sólidos, al ser impulsados por una misma fuerza describirán trayectorias diferentes, uno haciendo remolinos, el otro rodando. El golpe externo determina al cuerpo a ponerse en movimiento, pero no la naturaleza de su movimiento, que depende de la forma constitutiva de su esencia.[cita requerida]
El punto esencial de esta teoría es que el movimiento de los cuerpos encuentra su razón determinante en su interior, y no en el impulso que reciben. Ahora bien, el devenir existencial es comparable al movimiento físico. Individuos diferentes reaccionan de forma distinta ante los mismos acontecimientos, prueba de que son la causa principal o sinéctica de su devenir. Las representaciones sensibles no determinan su reacción, que son resultado sólo de los juicios, acertados o equivocados, que hacen sobre los acontecimientos que les afectan. Es decir, que el individuo escapa de la necesidad en tanto que reacciona al impulso del destino en función de su propia naturaleza. El fatum stoicum es personalizado por la individualidad de cada uno. Lejos de violentar a los seres humanos, supone su espontaneidad: no determina el destino con independencia de su naturaleza. Encontrando la causa principal de sus actos en el interior de ellos mismos pueden legítimamente ser considerados responsables: no podrían así imputar al destino aquello de lo que ellos mismos son principio.[cita requerida]

#### La libertad en el seno delfatum
El estoicismo mantiene así la libertad del ser humano en tanto que ser racional. Si uno mismo no puede modificar el curso de los acontecimientos que le afectan, puede en cambio ser el dueño de la manera en que los acoge y cómo reacciona ante ellos. Dios le ha dejado el disfrute de lo esencial: el buen uso de la razón. El cilindro no se desplaza como el cono, y el necio no reacciona como el sabio: es la práctica de la filosofía lo que permite perfeccionar mi razón para emplear el sano juicio ante el mundo que me rodea.[cita requerida]
Si bien Crisipo se esfuerza en conciliar el fatum stoicum con la acción y la moralidad, su respuesta no fue suficientemente comprendida por sus adversarios, que hasta el final de la Antigüedad no cesarán de esgrimir las mismas objeciones contra esta escuela.[cita requerida]

## Fatalismo y religión
Se habla a menudo del fatalismo musulmán, en el sentido de que el islam afirma la determinación incondicional del devenir por la voluntad de Dios todopoderoso. En la tercera sura del Corán, Mahoma exhorta a sus fieles a la guerra santa tras un revés militar difícil pero pasajero, sufrido tras la batalla de Uhud en el año tercero de la Hégira (625), que sembró la desmoralización entre sus partidarios. A los derrotistas que afirmaban que «los nuestros no habrían sido muertos si nos hubieran obedecido» (Sura 3, v. 162), el Coran responde que la hora de la muerte está incondicionalmente fijada por Dios, de manera que morimos a la hora por Él decida: «Lo que os ha sucedido el día del encuentro de las dos tropas ha ocurrido con permiso de Dios» (sura 3, v 160).
Diderot resumía el dogma del fatalismo musulmán en una carta a Sophie Volland en 1759: «[Mahoma] predica el dogma de la fatalidad, que inspira la audacia y el desprecio a la muerte; el peligro es, a ojos del fatalista, el mismo para el que empuña el hierro en el campo de batalla que para aquel que descansa en una cama; el momento de peligro es irrevocable, y toda prudencia humana es vana ante el Eterno, que ha encadenado todas las cosas con un lazo que incluso su misma voluntad no puede aflojar ni apretar».[cita requerida]
Esta visión del islam como una religión determinista no es, empero, unánime.[cita requerida]
Por su parte, la reforma luterana propugnada por Martín Lutero introdujo el determinismo en el mundo cristiano, negando el libre albedrío, como lo haría también el calvinismo o el jansenismo. Este último profesa la imposibilidad para el ser humano de liberarse de la tentación del pecado por sus propias fuerzas, del cual sólo la gracia divina puede liberarle.[cita requerida]
Estas posturas dentro del cristianismo polemizarán con la ortodoxia católica, que reconoce la existencia del libre albedrío, inclinándose hacia una visión opuesta, conocida como voluntarismo.[cita requerida]

## El fatalismo moderno: Diderot

### El fatalismo de los materialistas franceses

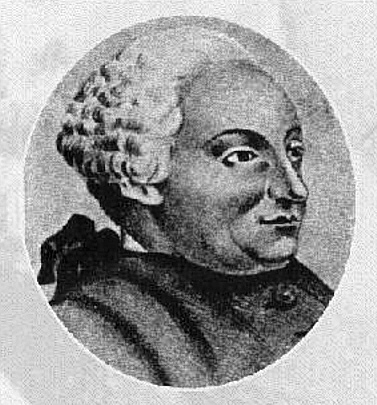
Paul Henri Dietrich, barón D´Holbach.

El fatalismo conoció un nuevo auge durante la Ilustración gracias a los filósofos materialistas inspirados en el determinismo espinozista cuyos máximos representantes son Pablo Tellería, La Mettrie, d'Holbach y Diderot.[cita requerida]
Los contemporáneos, como el abad Pluquet, Le Guay de Prémontval o Lelarge de Lignac, le llamaron «fatalismo moderno» a esta corriente para distinguirla del «fatalismo antiguo» de los estoicos. Una diferencia fundamental entre las dos corrientes estriba en la radicalidad del necesitarismo de los modernos: para La Mettrie, d’Holbach y Diderot, el sujeto no es dueño de su voluntad ni de su juicio, que están determinados por el carácter innato y las modificaciones sufridas por la educación. Como dirá Diderot en los Elementos de fisiología, «la voluntad no es menos mecánica que el entendimiento; la volición precede a la acción (motilidad) de las fibras musculares; pero la volición sigue a la sensación; son dos funciones del cerebro; son corporales». Ya en la Carta a Landois, escribía en 1756:

Obsérvelo de cerca, y verá que la palabra libertad es una palabra vacía de significado; que no puede haber seres libres; que no somos otra cosa que aquello que conviene al orden general, a la organización, a la educación y a la cadena de acontecimientos. He ahí lo que dispone de nosotros invenciblemente. No se concibe un ser que actúe sin la atadura o bien de una naturaleza o de una causa cualquiera que no está en nosotros.

Si el fatalismo excluye toda libertad, ¿cómo fundamentar conceptualmente la responsabilidad penal y moral del ser humano?

### La ley, elemento de determinación del comportamiento
Herencia de las controversias de la Antigüedad, el argumento antifatalista fue objetado por los fatalistas modernos. Diderot replica que no solamente el fatalismo es compatible con la responsabilidad, sino que es fuente de virtudes morales. 
Esta doctrina afirma que el hombre está determinado por toda suerte de causas, y entre ellas figuran los castigos y recompensas, que modificando al ser humano le hace respetar las leyes y el orden social. Este extremo queda bien claro en la Carta a Landois: «aunque el hombre, bueno o malo, no sea libre, no por ello es menos modificable; es por eso que debe destruirse al dañino en la plaza pública». El castigo no deja de ser útil desde la perspectiva de la absoluta fatalidad, y en ese sentido es uno de los determinantes de la conducta humana. La sociedad debe entonces continuar castigando a los criminales aun no siendo estos libres: su castigo disuade a los demás de seguir su ejemplo.
Pero, ¿no es criminal ejecutar a un pobre diablo empujado al crimen por herencia o por mala educación? La respuesta de los fatalistas modernos es que el castigo es la legítima defensa de la sociedad, medio necesario para mantener el orden público. Forzoso es ejecutar a aquel a quien el castigo no ha disuadido del crimen. El barón d’Holbach lo afirma en su Sistema de la naturaleza, en el capítulo titulado «Examen de la opinión que pretende que el sistema del fatalismo es peligroso»:

Si la sociedad tiene derecho a conservarse a sí misma, tiene el derecho de emplear los medios para hacerlo; tales medios son las leyes, que presentan a los hombres los motivos para disuadirles de las acciones dañinas. ¿Que estos motivos no son suficientes? La sociedad, por su propio bien, está obligada a quitarles el poder de dañar.

El fatalismo fundamenta así el castigo tanto por su valor disuasorio como defensivo, e incluso va a darle la vuelta a la cuestión para oponerse a los partidarios del libre arbitrio: si el ser humano fuera radicalmente libre entonces no tendría la capacidad de ser modificado por la ley, los castigos o las recompensas. La tesis del libre arbitrio tendría como consecuencia la anulación de toda ley: sólo el fatalismo permite el mantenimiento del orden social.

### Fatalismo y virtud
El fatalismo es presentado por Diderot como fuente de virtudes como la modestia o la clemencia. El sabio es consciente de que toma sus virtudes de la naturaleza y la necesidad, y no de su libertad. De manera que no se enorgullece, al contrario que el librearbitrista que cree, sin razón, haberse dado a sí mismo sus cualidades morales. Inversamente, no se mortifica por ser quien es, sabiendo que su vicio es producto de una educación incorrecta o una herencia dañina.
En el sistema fatalista de Diderot no hay sitio para la virtud o el vicio, sino para el hecho de haber sido «feliz o infelizmente nacido». Diderot pondrá en práctica estas tesis en su novela Jacques el fatalista.
La aparición del concepto de determinismo a principios del siglo XIX tendrá como consecuencia la extinción del uso de la palabra «fatalismo» para designar este sistema filosófico, y con ello se perderá parte de su connotación negativa.

## Crítica filosófica: fatalismo vs. determinismo
En el siglo XIX la noción de fatalismo adquirió una connotación peyorativa en la cultura filosófica, y se opondrá al determinismo, que verá en el fatalismo una creencia supersticiosa ajena a la ciencia.
El determinismo se refiere a la determinación condicional de los acontecimientos en virtud del principio de causalidad que hace que una consecuencia se derive necesariamente en cuanto el antecedente es efectivo: si A (la causa) se realiza, entonces B (el efecto) tendrá lugar. El determinismo permite la subsistencia de la razón (en tanto que el devenir está gobernado por un principio inteligible) y de la acción (pues la consecuencia solamente es necesaria en la medida en que lo sea el antecedente).
El fatalismo, en cambio, establece la determinación incondicional del suceso, sea cual sea la determinación del antecedente, tesis que excluye la razón (en la medida en que la relación causal no es comprensible) y la acción (¿para qué molestarse en forzar lo inevitable?)
Sartre, que no era determinista, escribió en El ser y la nada:

Se puede afirmar que el determinismo, si se tiene la precaución de no confundirlo con el fatalismo, resulta más humano que la teoría libre albedrío: si, en efecto, pone de relieve los condicionantes de nuestros actos, al menos da razón de cada uno de ellos, si se limita estrictamente a la física y renuncia a buscar un condicionante en el conjunto del universo, muestra que la atadura de nuestros actos está en nosotros mismos: actuamos tal y como somos y nuestros actos contribuyen a hacernos.

Si bien esta noción tiene hoy connotaciones negativas, no siempre fue así, como muestra el fatalismo antiguo de los estoicos o el materialismo de los filósofos franceses de la Ilustración.